# Щетинкоклювки
Щетинкоклювки (лат. Dasyornis) — род певчих птиц из монотипического семейства Dasyornithidae. Включает 3 вида, все эндемики юго-западной и юго-восточной Австралии. 
Длина тела от 17 до 27 см. Оперение серое, с оттенками коричневого цвета. Обитают в прибрежных кустарниках. Это скрытные и пугливые птицы, образ жизни которых изучен мало. Питаются в основном мелкими беспозвоночными. Большую часть времени птицы проводят, передвигаясь или прыгая по земле между низкорослыми растениями и пучками травы. Присутствие птиц можно установить по мелодичному пению. В кладке два яйца.

## Классификация
Международный союз орнитологов относит к роду 3 вида:
- Dasyornis brachypterus (Latham, 1801) — Буроголовая щетинкоклювка
- Dasyornis broadbenti (McCoy, 1867) — Рыжеголовая щетинкоклювка
- Dasyornis longirostris Gould, 1841 — Длинноклювая щетинкоклювка